# Chocapic
Chocapic (còn được gọi là Koko Krunch ở châu Á và hầu hết Trung Đông) là một loại ngũ cốc ăn sáng nguyên hạt có hương vị sô-cô-la được Nestlé phân phối ở hầu hết châu Âu, châu Á, Trung Đông và châu Mỹ-Latinh. Loại ngũ cốc này được giới thiệu vào năm 1984. Nó đã được cung cấp cho người tiêu dùng ở Bồ Đào Nha từ năm 1986.